# ケッコー ケンコウ家族
『ケッコー ケンコウ家族』（ケッコー ケンコウかぞく）は、栗原まもるによる日本の漫画作品。
講談社の漫画雑誌『Kiss』にて、2008年20号より2011年3号まで連載された。単行本は全6巻。

## あらすじ
母が死に、父と2人で生きてきた蜜子。だが、その父もすい臓癌で死に、蜜子は一人ぼっちに。
一人で生きていける！ と意気込んだ蜜子だったが、世の中はそんなに甘くなかった。バイト先の変態店長に襲われそうになったことがきっかけで一人暮らしを諦め、おじ夫婦の家に住むことになる。そんな酒々井家の面々は皆、超が付く健康オタクで、蜜子も付き合わされるはめになるが、自分の身体を通して「健康」を実感し……。

## 登場人物
酒々井 蜜子（しすい みつこ）
普通の高校生。母が亡くなってからずっと家事と学校を両立させてきたため、料理がとても上手。胃痙攣で入院した際に、癌で何度も手術を受けている女性と知り合い、初めて自分からケンコウになりたいと思うようになった。
同級生の束木と付き合い始め、彼の不健康な生活を共に改めていくが、一緒にピクニックをした時に彼が持病の心臓病の発作で亡くなり、深い悲しみを抱く。
酒々井 長介（しすい ちょうすけ）
蜜子のいとこ。見た目はイケメン。蜜子と同級生。家族全員が毎日コーヒーエネマをしている。飲尿習慣がある。健康関連雑誌にコラムなどを寄稿している。
酒々井 安寿（しすい あんじゅ）
長介の妹。小学1年生。
酒々井 善行（しすい よしゆき）
長介の父親。蜜子を実の娘のように可愛がる。
酒々井 宴（しすい うたげ）
長介の母親。蜜子に「ケンコウ」の秘訣を伝授する。実家の父も野草を使った酵素ドリンクを飲んでいる健康オタク。
プチフール
酒々井家のペットの大型犬（オス）。名前に似合わず強面だが怖がり。家族同様ケンコウな生活を送っており、その便は蜜子のものよりも匂わない。
束木 成人（たばき なると）
新学期からずっと登校しておらず「エアクラスメイト」と呼ばれていた、蜜子のクラスメイト。成績は学年首位。蜜子のファーストキスを奪った。母親は水商売で、自身もホストクラブで働いている。
心臓病を患っており、相手を悲しませないよう深い人間関係を築かないようにしてきた。病気でありながら、ホストのバイトをしているため、飲酒・喫煙・夜更かしが日常化しており、食事もインスタント麺やレトルト食品ばかりだった。蜜子と付き合い始め、彼女の料理で徐々にケンコウになっていくが、病気の進行は抑えられず、蜜子や長介らとのピクニックの最中に発作で倒れ死亡する。
真鳥 小夏（まとり こなつ）
成人の中学時代の後輩。蜜子の成人健康化計画が軌道に乗り始めた時に、油をたっぷり使った肉料理を差し入れしてくるようになる。

## 書誌情報
- 栗原まもる 『ケッコー ケンコウ家族』 講談社〈KC Kiss〉、全6巻
  1. 2009年4月13日発売[1]、ISBN 978-4-06-340748-8
  2. 2009年8月10日発売[2]、ISBN 978-4-06-340765-5
  3. 2010年1月13日発売[3]、ISBN 978-4-06-340783-9
  4. 2010年6月11日発売[4]、ISBN 978-4-06-340806-5
  5. 2010年12月13日発売[5]、ISBN 978-4-06-340828-7
  6. 2011年3月11日発売[6]、ISBN 978-4-06-340838-6
    - 「ピュア ナチュラル ジャンク ラブ」（『Kiss』2008年6号、本作のパイロット版的作品）収録